# Sid Wyman
Sidney Wyman, noto come "Sid" Wyman (St. Louis, 1º giugno 1910 – 26 giugno 1978), è stato un giocatore di poker statunitense.
Considerato tra i più grandi giocatori d'azzardo della sua epoca, era noto per i suoi eccellenti risultati ai tavoli "high-stakes". Tra gli anni cinquanta e settanta fu anche proprietario di numerosi casinò, tra i quali il Sands, il Riviera e il Dunes.
Vanta un piazzamento a premi alle WSOP 1974 (nell'evento $10.000 Limit Seven card stud), e nella stessa edizione il 5º posto al tavolo finale del Main Event.
Nel 1979 è stato inserito nel Poker Hall of Fame.